# 김건호 (교육인)
김건호 (Kevin Kim, 2009년 3월 24일 ~ )는 대한민국 출신의 교육 기업인이자, 국제 교류 프로그램 전문 기관인 프레스티지 셰일라(PRESTIGE SHAILA)의 창립자이자 대표이사이다. 한국과 캐나다, 일본 등 다양한 문화권에서 교육을 경험한 그는, 청소년 시기부터 글로벌 교육 격차와 교류의 한계를 직접 체감하며, 이를 해결하고자 학생 중심의 단기 유학 및 교류 프로그램을 기획하였다.

## 생애
김건호는 2009년 3월 24일 대한민국 경기도 성남시에서 태어났다. 어린 시절부터 다양한 분야에 관심을 보였으며, 특히 언어, 교육, 사회 변화에 깊은 관심을 가지고 자라났다. 그는 서울소의초등학교에서 기초 교육을 받은 후 캐나다 브리티시컬럼비아주로 유학을 떠나, Burnaby에 위치한 Gilpin Elementary School를 졸업, 이후 West Vancouver Secondary School, 그리고 University Hill Secondary School에서 학업을 이어가며 캐나다 교육 시스템을 직접 체험하였다.
이 과정에서 김건호는 한국과 북미의 교육 철학, 학생 문화, 진로 시스템의 차이를 관찰하고, 이를 연결할 수 있는 프로그램의 필요성을 인식하게 된다. 특히, 학교 내외에서 국제 교류에 목말라하는 학생들과, 현실적인 진입 장벽(언어, 절차, 비용 등)으로 인해 기회를 얻지 못하는 사례들을 직접 목격하며, 더 쉽고 효율적인 교류 플랫폼의 필요성을 체감하였다.

## 경력
청소년 시기부터 사업 기획 및 네트워킹 능력을 발휘한 그는, 10대 중반에 프레스티지 셰일라(PRESTIGE SHAILA)를 설립하고, 실질적이고 지속 가능한 국제 교류를 지향하는 단기 유학 프로그램을 기획·운영하기 시작했다.
프레스티지 셰일라는 설립 초기부터 한국, 캐나다, 일본의 고등학교 및 교육 기관들과 MOU(업무 협약)를 체결하며 신뢰 기반의 파트너십을 형성했고, 특히 학생들이 1주일에서 4주 동안 현지 수업을 직접 체험하며 숙박과 문화 교류까지 포함하는 프로그램을 통해 짧은 시간 안에 의미 있는 성장을 경험할 수 있도록 설계되었다.
그는 런던 인터내셔널 아카데미(London International Academy)와의 협업을 통해 캐나다 내 첫 교류 프로그램을 성공적으로 운영하였고, 일본 내 여러 학교들과도 협력 관계를 넓혀가며 동아시아 교육 네트워크를 구축하였다. 특히 남북 분단 현실을 넘는 통일 인식 기반의 프로젝트로, 재일조선학교와의 교류 기획도 추진 중이다.

## 프레스티지 셰일라
프레스티지 셰일라(PRESTIGE SHAILA)는 “학생 한 명의 경험이, 그 사람의 세계를 바꿀 수 있다”는 철학을 바탕으로 운영된다. 대표 프로그램은 다음과 같다:
- 단기 유학형 프로그램: 1~4주의 짧은 기간 동안 정규 수업 참여, 대학 탐방, 홈스테이 등 포함.

- 계절 캠프 프로그램 (하계/동계): 방학 기간을 활용한 집중 문화/언어 체험 프로그램.

- 문화 교류 체험: 지역 학생들과 교류하며 현지 문화를 자연스럽게 익히는 프로젝트 기반 프로그램.

- 글로벌 시민 성장 과정: ESL, STEM, 글로벌 이슈 토론 및 국제 인식 교육 포함.

운영 국가는 현재 **캐나다, 일본, 한국**이며, 향후 미국, 유럽, 동남아 등으로의 확장도 계획하고 있다. 2026년 여름과 겨울에는 약 100명 이상의 교류 학생 수용을 목표로 하고 있으며, 자매학교들과 협력한 맞춤형 프로그램 개발도 진행 중이다.

## 철학과 비전
김건호는 교육이 단순한 지식 전달을 넘어, 인간 간 이해와 연결을 돕는 수단이라고 믿는다. 그는 “언어와 문화의 벽을 무너뜨릴 수 있는 가장 좋은 방법은, 그 공간 안에서 함께 살아보는 것”이라고 말하며, 실제 학생들이 가정집에서 홈스테이를 하며 지역 학생들과 함께 생활하는 것이 프로그램의 핵심 요소라고 강조한다.
또한, 그는 남북 분단이라는 현실 속에서도 동포 청소년 간의 만남이 미래 평화의 기반이 될 수 있다고 보며, 비정치적이고 교육 중심의 교류 모델로 이를 실현하고자 한다.

## 학력
- 서울소의초등학교

- Gilpin Elementary School (Burnaby, Canada)

- West Vancouver Secondary School

- University Hill Secondary School

## 활동 및 성과
- 2024: 프레스티지 셰일라 설립

- 2025: 런던 인터내셔널 아카데미와 MOU 체결

- 2025: 캐나다-일본 간 학생 1기 파견 및 홈스테이 프로그램 운영

- 2025: 재일조선학교와의 비공식 교류 기획 및 자매학교 확대 중

- 누적 참가자 수: 2026년 기준 약 400명 예상

- 평균 근무 시간: 전 임직원 평균 9시간/일

- 연간 교류국가 수: 3개국 (2025년 기준)